# Бусо III фон дер Шуленбург
Бусо III фон дер Шуленбург (на немски: Busso III. Graf von der Schulenburg; * 1470; † сл. 1508) е граф от род „фон дер Шуленбург“ от клон „Бялата линия“ в Алтмарк в Саксония-Анхалт.
Той е вторият син (от 12 деца) на граф Матиас I фон дер Шуленбург († 1477) и съпругата му Анна фон Алвенслебен, дъщеря на Лудолф III фон Алвенслебен († сл. 1437) и Ермгард фон Хонлаге (* ок. 1396). Роднина е на Дитрих III († 1393), княжески епископ на Бранденбург (1366 – 1393). Брат е на граф Бернхард XI фон дер Шуленбург († 1500).
Потомък е на рицар Вернер II фон дер Шуленбург († сл. 1304). През 14 век синовете на Вернер II разделят фамилията в Алтмарк на две линии, рицар Дитрих II (1304 – 1340) основава „Черната линия“, по-малкият му брат рицар Бернхард I († сл. 1340) основава „Бялата линия“. Днес родът е от 22. генерация.

## Фамилия
Бусо III фон дер Шуленбург се жени за Елизабет фон Алвенслебен. Те имат една дъщеря:
- Армгард фон дер Шуленбург, омъжена за Албрехт Шенк фон Бодензел

Бусо III фон дер Шуленбург се жени втори път пр. 1502 г. за София фон Плесе. Бракът е бездетен. Бусо III фон дер Шуленбург се жени трети път пр. 1508 г. за Геса († сл. 1508). Бракът е бездетен.